# 熊本県道336号八代港線
熊本県道336号八代港線（くまもとけんどう336ごう やつしろこうせん）は、熊本県八代市を通る一般県道である。

## 概要
通称臨港線（りんこうせん）。

### 路線データ
- 起点：熊本県八代市大島町（八代市郡築五番町交差点、八代港前）
- 終点：熊本県八代市東片町（八代港線入口交差点、国道3号交点）

## 路線状況

### 重複区間
- 熊本県道251号郡築横手線（八代市田中西町・田中西町交差点 - 八代市大村町）

## 地理

### 通過する自治体
- 八代市

### 交差する道路
| 交差する道路                                                  | 交差する場所 | 交差する場所              |
| ------------------------------------------------------------- | ------------ | ------------------------- |
| 熊本県道322号大牟田大鞘八代港線                               | 郡築六番町   |                           |
| 熊本県道338号八代不知火線                                     | 沖町         |                           |
| 熊本県道42号八代鏡線 熊本県道251号郡築横手線 重複区間起点     | 田中西町     | 田中西町交差点            |
| 熊本県道14号八代鏡宇土線 熊本県道251号郡築横手線 重複区間終点 | 大村町       |                           |
| 熊本県道345号西片新八代停車場線                               | 西片町       |                           |
| 国道3号                                                       | 東片町       | 八代港線入口交差点 / 終点 |

### 交差する鉄道
- 鹿児島本線
- 九州新幹線

### 沿線
- 八代港
- 熊本県営八代運動公園
- JR九州九州新幹線・鹿児島本線 新八代駅
- E3 九州自動車道 18 八代IC